# Alejandro Palacios
Alejandro Palacios (* 6. März 1981 in Mexiko-Stadt) ist ein mexikanischer Fußballtorwart und Zwillingsbruder des Abwehrspielers Marco Antonio Palacios. Beide Brüder sind auch unter dem Spitznamen Pikolín bekannt, der sich von einer Mannschaft namens „Los Pikolines“ ableitet, mit der sie als Jugendliche an einem Fußballturnier in ihrer Heimatstadt teilgenommen hatten.

## Leben
Der aus dem Nachwuchsbereich seines Heimatvereins Club Universidad Nacional hervorgegangene Alejandro Palacios gab für diesen Verein auch sein Debüt in der mexikanischen Primera División in einem am 17. Mai 2003 ausgetragenen Spiel gegen Morelia, das mit 0:1 verloren wurde. In der Regel nur Ersatztorhüter, kam Palacios auch zu einigen Einsätzen für das in der zweiten Liga spielende Filialteam Pumas Morelos.
Beim Titelgewinn der Pumas in der Clausura 2011 war er erstmals aktiv beteiligt, nachdem er vorher bereits dreimal als Reservist im Kader von Meistermannschaften der Pumas stand.

## Erfolge
- Mexikanischer Meister: Cla 2004, Ape 2004, Cla 2009, Cla 2011
- Mexikanischer Supercup: 2004
- Trofeo Santiago Bernabéu: 2004